# Щеврик золотистий
Ще́врик золотистий (Tmetothylacus tenellus) — вид горобцеподібних птахів родини плискових (Motacillidae). Мешкає в Східній Африці. Це єдиний представник монотипового роду Золотистий щеврик (Tmetothylacus).

## Опис
Довжина птаха становить 18 см. Забарвлення самців переважно яскраво-золотисте, на грудях у них чорний трикутної форми "комірець", на крилах і спині чорні смужки. Забарвлення самиць переважно сірувато-коричневе, кінчики махових пер і нижні сторони крил у них жовті, "комірець" на грудях відсутній, лапи і дзьоб світліші. Молоді птахи плдібні до самиць, однак груди у них поцятковані темними смужками.

## Поширення і екологія
Золотисті щеврики мешкають на півдні Південного Судану, на півдні і сході Ефіопії, в Сомалі, на півночі Уганди, на сході Кенії і Танзанії. Вони живуть в саванах, сухих чагарникових заростях і на луках. Зустрічаються на висоті до 1000 м над рівнем моря. Ведуть кочовий спосіб життя. Бродячих птахів спостерігали в Омані, ПАР і Зімбабве.

## Поведінка
Золотисті щеврики живляться переважно комахами, яких ловлять на землі та серед рослинності.